# 鐙型注口土器

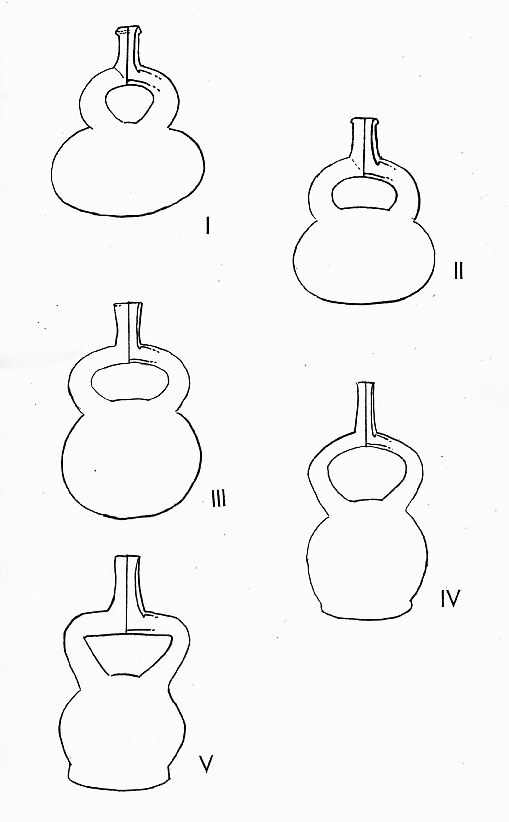
ラルコ・オイレによる鐙型注口土器の五区分編年。

鐙型注口土器（あぶみがたちゅうこうどき、英語：stirrup-spout bottle）とは、主としてプレ・インカの文化と知られているチャビン文化やモチェ文化に見られる球形の胴部から二股に分かれた注口がひとつになる形の土器のことをいう。注口部分が馬具の鐙に似ていることからこの名がつけられた。この注口については、チャビン時代のものは球形をなす胴部に注口をとりつける部分に予め孔をあけてその部分に注口をとりつけることが最近日本の若手研究者によって判明した。用途は、酒器など儀礼に用いられたと考えられ、液体を別の容器に注ぐときに独特な音を発する。わずかではあるが、メキシコのトラティルコ遺跡にもみられ、チャビン時代に交流があったことを強くとなえる研究者もいた。

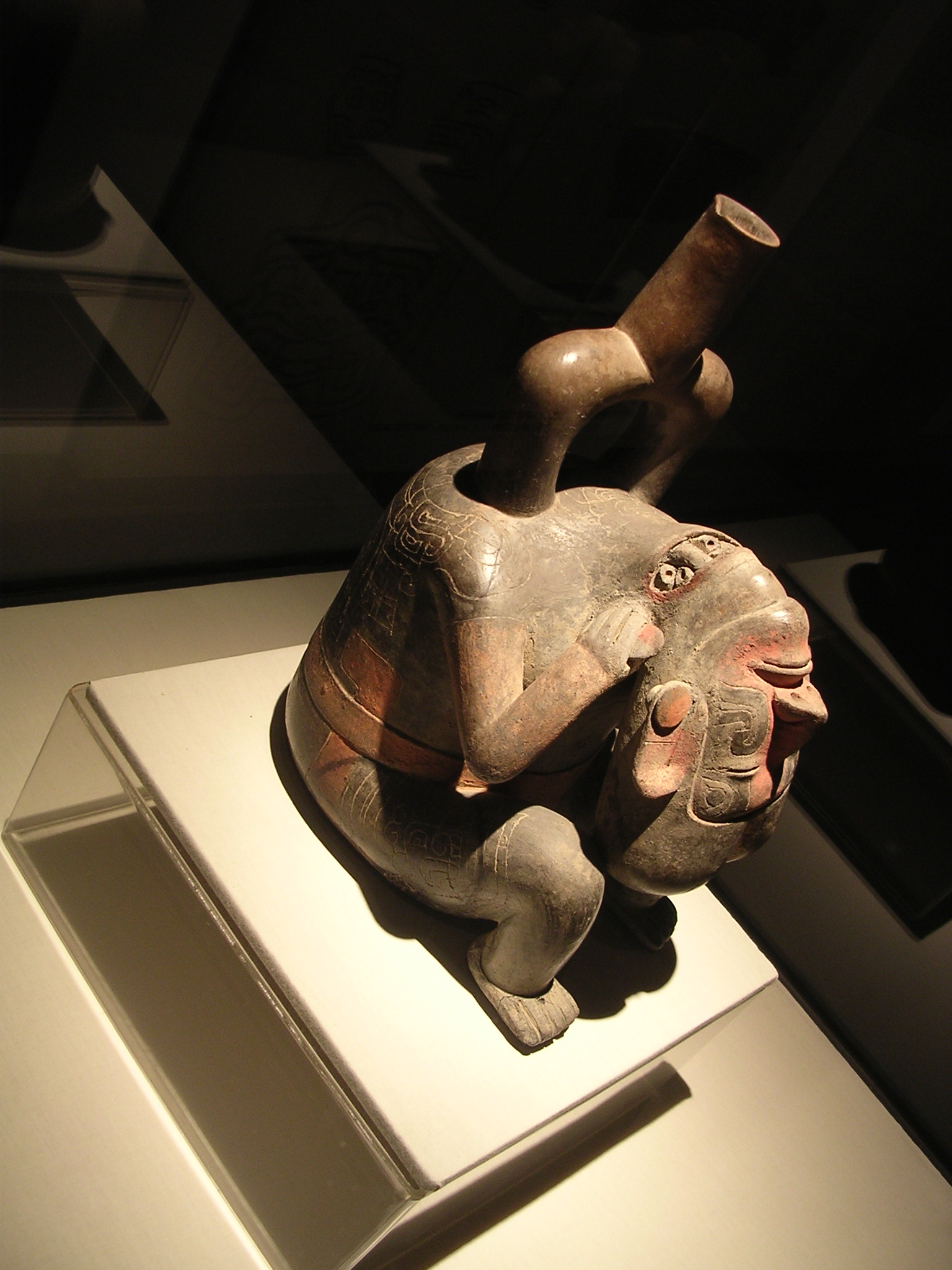
スーペ河谷沿いの遺跡から出土した生贄の人物をかたどったチャビン文化の鐙型注口土器